# Gluhavica
Gluhavica (cirill betűkkel Глухавица) település Szerbiában, a Raškai körzet Tutini községében.

## Népesség
- 1948-ban 290 lakosa volt.
- 1953-ban 385 lakosa volt.
- 1961-ben 314 lakosa volt.
- 1971-ben 308 lakosa volt.
- 1981-ben 349 lakosa volt.
- 1991-ben 261 lakosa volt.
- 2002-ben 265 lakosa volt, akik mindannyian bosnyákok.